# Torku Şekerspor/Saison 2014
Dieser Artikel listet Erfolge und Fahrer des Radsportteams Torku Şekerspor in der Saison 2014 auf.

## Erfolge in der UCI Asia Tour
| Datum    | Rennen                         | Kat. | Sieger      |
| -------- | ------------------------------ | ---- | ----------- |
| 15. Juli | 9. Etappe Tour of Qinghai Lake | 2.HC | Ahmet Örken |

## Erfolge in der UCI Europe Tour
| Datum    | Rennen                                     | Kat. | Sieger         |
| -------- | ------------------------------------------ | ---- | -------------- |
| 24. Juni | Türkische Meisterschaft – Einzelzeitfahren | CN   | Ahmet Örken    |
| 26. Juni | Türkische Meisterschaft – Straßenrennen    | CN   | Feritcan Şamlı |

## Zugänge – Abgänge
| Zugänge        | Team 2013 | Abgänge            | Team 2014              |
| -------------- | --------- | ------------------ | ---------------------- |
| Juan José Cobo | Movistar  | Andrei Misurow     | RTS-Santic Racing Team |
| Fethullah Köse | Neoprofi  | İlhan Çelik        | Unbekannt              |
| Feritcan Şamlı | Neoprofi  | Secaattin Dazkirli | Unbekannt              |
|                |           | Hüseyin Özcan      | Unbekannt              |
|                |           | Serhat Sert        | Unbekannt              |
|                |           | Behçet Usta        | Unbekannt              |

## Mannschaft
| Name                 | Geburtstag        | Nationalität |
| -------------------- | ----------------- | ------------ |
| Ahmet Akdilek        | 10. März 1988     | Türkei       |
| Bekir Baki Akırşan   | 1. November 1991  | Türkei       |
| Muhammet Atalay      | 15. Mai 1989      | Türkei       |
| Nazim Bakırcı        | 29. Mai 1986      | Türkei       |
| Juan José Cobo       | 11. Februar 1981  | Spanien      |
| David de la Fuente   | 4. Mai 1981       | Spanien      |
| Serhij Hretschyn *   | 9. Juni 1979      | Ukraine      |
| Miraç Kal            | 7. August 1987    | Türkei       |
| Fatih Keleş          | 31. März 1993     | Türkei       |
| Fethullah Köse       | 1. Januar 1995    | Türkei       |
| Jurij Metluschenko * | 4. Januar 1976    | Ukraine      |
| Ahmet Örken          | 12. März 1993     | Türkei       |
| Rasim Reis           | 16. November 1992 | Türkei       |
| Feritcan Şamlı       | 29. Januar 1994   | Türkei       |

* Die Fahrer Serhij Hretschyn und Jurij Metluschenko wurden bei der UCI für die Saison 2014 nicht als Radrennfahrer des Continental Teams registriert.